# Гліник-Хажевський
Гліник-Хажевський (пол. Glinik Charzewski) — село в Польщі, у гміні Стрижів Стрижівського повіту Підкарпатського воєводства.
Населення — 883 особи (2011).
У 1975-1998 роках село належало до Ряшівського воєводства.

## Демографія
Демографічна структура станом на 31 березня 2011 року:
|          | Загалом | Допрацездатний вік | Працездатний вік | Постпрацездатний вік |
| -------- | ------- | ------------------ | ---------------- | -------------------- |
| Чоловіки | 444     | 83                 | 311              | 50                   |
| Жінки    | 439     | 79                 | 256              | 104                  |
| Разом    | 883     | 162                | 567              | 154                  |